# Feliks i Regula
Feliks i Regula (zm. ok. 302 w Turicu) – rodzeństwo, rzymscy żołnierze legendarnej Legii Tebańskiej, męczennicy chrześcijańscy, święci Kościoła katolickiego.

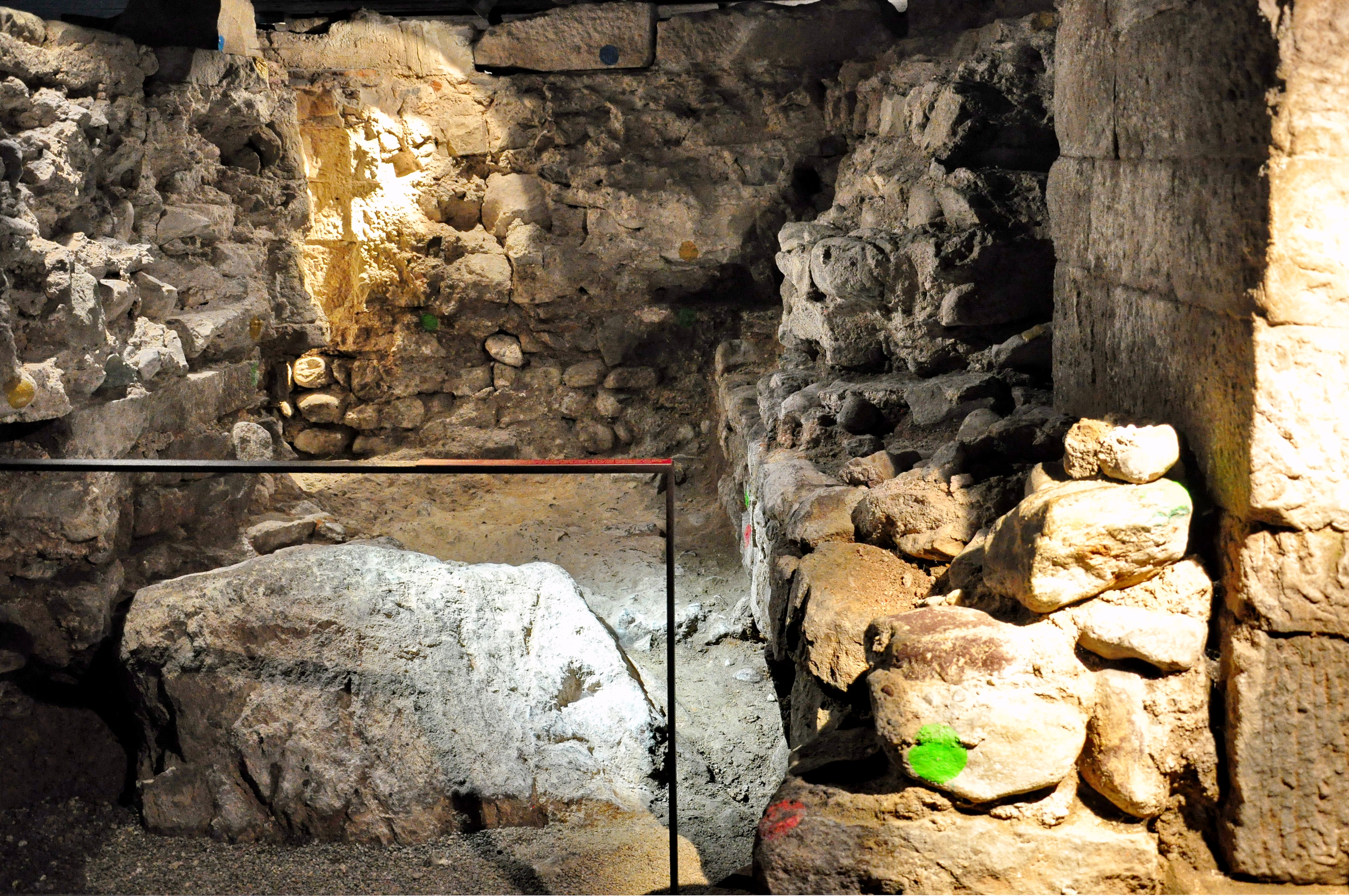
Krypta trójki męczenników w Wasserkirche w Zurychu.

Byli chrześcijanami pochodzącymi z Egiptu i podkomendnymi św. Maurycego stacjonującymi w Agaunum na terenie dzisiejszej Szwajcarii. W czasie prześladowań przez Maksymiana (286–305) i pogromu Legionu, uciekli z obozu razem z Eksuperancjuszem, docierając nad rzekę Limmat w okolice Turicu (dzisiejszy Zurych). Prawdopodobnie byli pierwszymi na tych terenach szerzącymi słowo Boże. Tu zostali pojmani i ścięci wraz z towarzyszem niedoli.
Według legendy egzekucja miała miejsce na małej rzecznej wyspie, na której zostały głowy, natomiast ciała pochowano w innym miejscu. Feliks miał bez niej przejść jeszcze 40 jardów zanim padł. Na wyspie wybudowano kościół Wasserkirche, a nad ich grobem, odkrytym przez Karola Wielkiego (+814), wybudowano w ok. VIII wieku inny kościół (obecnie katedra) Grossmünster. Ciała połączone z głowami (kefaloforia) spoczęły w kaplicy Dwunastu Apostołów. W tej samej kaplicy znalazły się w 1233 roku relikwie Karola Wielkiego, które sprowadzono do Zurychu.
Prowadzone prace archeologiczne w podziemiach Wasserkirche odkryły kamień nagrobny męczenników pochodzący prawdopodobnie z XI wieku, co potwierdziło istnienie kultu męczenników.
Do reformacji w XVI wieku czczono męczenników zarówno w Wasserkirche oraz Grossmünster jak i w Fraumünster, kościele powstałym na zachodnim brzegu Limmat. Podczas reformacji szczątki męczenników trafiły do kościoła parafialnego w Andermatt. Po wybudowaniu w Zurychu kościoła pod wezwaniem świętych (Church St Felix und St Regula) w 1950 roku, ponownie wróciły do "rodzinnego" miasta (z wyjątkiem głów).
Feliks i Regula, razem ze swoim sługą Eksuperancjuszem, są patronami Zurychu.
Ich wspomnienie liturgiczne obchodzone jest 11 września.